# بروس ألبيرتس
الدكتور بروس ميشيل ألبيرتس، (بالإنجليزية: Bruce Michael Alberts)‏ هو عالم أحياء أمريكي، ورئيس الأكاديمية الوطنية للعلوم بين عامي 1993 و2005، اشتهر بأنه أحد المؤلفين الأصليين لكتاب البيولوجيا الجزيئية للخلية، (بالإنجليزية:  The Molecular Biology of the Cell)‏.

## دراسته
تحصل ألبيرتس على درجة البكالوريوس في العلوم الحياتية من كلية هارفارد، ثم تحصل على درجة الدكتوراه من جامعة هارفارد عام 1965.

## عمله كأستاذ
حصل على مرتبة أستاذ في جامعة برينسيتون عام 1966، ثم انتقل إلى قسم الفيزياء الحيوية والكيمياء الحيوية في جامعة كاليفورنيا في سان فرانسيسكو عام 1976، واستقصى هناك دور بروتينات معينة في تكرار الكروموسومات، وعمل رئيسا للقسم بين عامي 1985 و1990.

## عمله في الأكاديمية الوطنية للعلوم
انتخب ليكون في الأكاديمية الوطنية للعلوم عام 1981، وأصبح عضوا في مجلس المجتمع الأمريكي للكيمياء الحيوية والبيولوجيا الجزيئية عام 1984، وأصبح رئيسا للجنة العلوم الحياتية في المجلس الوطني للبحوث، ثم استقال من كلا المنصبين بعد أن أصبح رئيس الأكاديمية خلفا لفرانك بريس عام 1993، قلقه الكبير كرئيس للأكاديمية أنمى المجلس الوطني للبحوث بسرعة، حيث قام المجلس بإعداد المئات من التقارير العلمية والطبية والتقنية كل عام بموجب عقد من المصادر الحكومية والخاصة، كما أشرف على إكمال عدد البرامج التوعوية العامة.
كان ألبيرتس كرئيس للأكاديمية، مساهما أساسيا في تشكيل وإطلاق المعايير الوطنية لتعليم العلوم، وكفل أن هذه المعايير لم تكن فقط من خلال أعضاء الأكاديمية، بل وأيضا من خلال الأعضاء الآخرين في المجتمعات العلمية والتدريسية، واعتُمدت هذه المعايير لدى معظم الدول في إعداد المناهج العلمية الخاصة بها.
في عام 2004 أشرف ألبيرتس على افتتاح متحف ماريان كوشلاند التابع للأكاديمية الوطنية للعلوم في واشنطن العاصمة.
استقال بروس ألبيرتس من رئاسة الأكاديمية الوطنية للعلوم عام 2005 بعد قضائه في المنصب لدورتين، وبعدها عاد للتدريس في جامعة كاليفورنيا، وأصبح رئيسا للمجتمع الأمريكي للبيولوجيا الخلوية عام 2007، وفي عام 2008 أصبح رئيس تحرير مجلة العلوم.

## جهوده في تطوير تدريس العلوم في المدارس
كان لألبيرتس نشاطات ساهمت في تطوير تدريس العلوم في المدارس الابتدائية والثانوية، منها: إنشاء مؤسسة تدريس العلوم والصحة عام 1987، كما واجه محو الأمية العلمية من خلال العاملين في مجلس الإفتاء في المركز الوطني للموارد العلمية، وهو مشروع مشترك بين الأكاديمية الوطنية للعلوم ومعهد سميثسونيان.

## عمله في المجلس المشترك بين الأكاديميات
عمل بروس ألبيرتس رئيسا مشترِكا للمجلس المشترك بين الأكاديميات من عام 2000 وحتى عام 2009، وهو هيئة مؤلفة من أعضاء هم رؤساء للعديد من الأكاديميات العلمية المتقدمة حول العالم، المجلس نصح كلا من المجالس الحكومية والشركات الخاصة في المشاكل المتعلقة بالعلوم.

## مؤلفاته
كان المحرر الخامس لكتاب البيولوجيا الجزيئية للخلية، وكانت الطبعة الأولى من هذا الكتاب عام 1983، كما كان المحرر الثالث لكتاب البيولوجيا الجزيئية الأساسية، وكانت الطبعة الأولى منه عام 1998.